# 多啦A夢族 機械昆蟲大作戰
《多啦A夢族　機械昆蟲大作戰》在1998年3月7日与《大雄的南海大冒险》、《多啦A夢回来了》同时在日本上映，由米谷良知执导。片長16分鐘。本電影未曾於中文使用地發行影音產品或上映，僅印行書籍。

## 剧情简介
故事發生在機械人學校時代。 即將畢業的多啦A夢族在畢業旅行後，畢業考試開始了。 他們需要在日落前趕回學校，不能用神奇法寶，遲到就是不合格。
多啦尼考夫選擇了跟水蠆（蜻蜓幼蟲）機械人一組。 在前往學校的途中，多啦尼考夫發現女高中生機械人小桃被水爬蟲不良少年機器人所困，出手相助，結果被纏上了…
小桃逃回來後，跟多啦A夢族說了。 他們決定一起去救多啦尼考夫。 後來多啦A夢族戰勝了不良少年機械人，但太陽快要下山。 多啦尼考夫的水蠆機械人變身稱蜻蜓，雖然速度極快，但仍未能按時達到。 校長在了解了情況後，把自己的頭擦亮，以光亮的頭像太陽一樣發光，因此還是白天為藉口，通融了多啦A夢族，把他們算作沒有遲到。

## 主題曲
| 歌曲                             | 作詞       | 作曲       | 编曲       | 演唱       |
| -------------------------------- | ---------- | ---------- | ---------- | ---------- |
| 我希望你留下來（君にいてほしい） | 高見澤俊彥 | 高見澤俊彥 | 高見澤俊彥 | 神崎ゆう子 |